# Feo de Cariño
Carmelo Hervás, más conocido por su alias Feo de Cariño (¿? - Miguelturra, 9 de septiembre de 1874) fue un guerrillero carlista.
Junto con Bruno Padilla "Telaraña" y el "Pepolo" fue uno de los oficiales del general carlista Regino Mergeliza y Vera. Actuó sobre todo en la provincia de La Mancha o Ciudad Real, durante la tercera guerra carlista. Antonio Pirala cuenta que fue herido "al sorprender la importante villa de Puertollano, vengándose después impulsado por la pasión, más que por el raciocinio, y arrepintiéndose luego". Su partida era pequeña y sufrió varios reveses, por ejemplo por la columna al mando del capitán Jimeno, del regimiento caballería de Talavera, que lo batió la tercera semana de abril de 1873 cuando contaba solo con 14 hombres causándole cinco muertos y cogiéndole ocho caballos y algunas armas; al año siguiente pereció en Miguelturra, el 9 de septiembre de 1874. 